# Rudolf Rosenberg-Łaszkiewicz
Rudolf Antoni Rosenberg-Łaszkiewicz (ur. 3 czerwca 1893 w Nowym Sączu, zm. 15 października 1957 w Wellington) – major artylerii Wojska Polskiego, kawaler Orderu Virtuti Militari.

## Życiorys
Urodził się 3 czerwca 1893 w Nowym Sączu, w rodzinie Józefa Maurycego, kapitana c. i k. Galicyjskiego Pułku Piechoty Nr 20 i Klary z Rimlerów. Ukończył szkołę powszechną i pięć klas gimnazjum. Do szkół uczęszczał w Nowym Sączu, Terezinie i Chomutovie, a przenosiny związane były z przebiegiem służby wojskowej ojca, który zakończył ją w 1910 jako podpułkownik i komendant I batalionu c. i k. Czeskiego Pułku Piechoty Nr 92 (na emeryturze otrzymał tytuł pułkownika). W 1909 wstąpił do Szkoły Kadetów Artylerii w Traiskirchen.
18 sierpnia 1913 rozpoczął zawodową służbę wojskową w cesarskiej i królewskiej Armii. Został wcielony do Pułku Armat Polowych Nr 3 w Krakowie, który w 1916 został przemianowany na Pułk Armat Polowych Nr 5, a dwa lata później na Pułk Artylerii Polowej Nr 5. W szeregach tego oddziału walczył na froncie rosyjskim I wojny światowej. Od 1915 do końca wojny dowodził baterią. W 1916 został przeniesiony na front włoski i przydzielony do Pułku Artylerii Polowej Nr 48. W 1918 został kontuzjowany. Leczył się w szpitalu w Ołomuńcu, a następnie w Wiedniu. W czasie służby w c. i k. Armii awansował na kolejne stopnie w korpusie oficerów artylerii: chorążego (1 września 1913), podporucznika i porucznika (1 lutego 1916).
W 1919 przyjechał do kraju, został przyjęty do Wojska Polskiego i przydzielony do Grupy Szkół Artylerii w Rembertowie na stanowisko dowódcy baterii. 3 czerwca 1920, w czasie wojny z bolszewikami, na czele 2. baterii wyruszył na front, gdzie został przydzielony do 6 Pułku Artylerii Polowej. Wyróżnił się 14 sierpnia 1920 w walce pod Kurowicami, stoczonej w ramach bitwy o Lwów. 3 października 1920 dowódca 6 pap, pułkownik Ryszard Frendl we wniosku na odznaczenie Orderem Virtuti Militari napisał:

podczas ataku własnej piechoty dnia 14 sierpnia 1920 na Kurowice, cofnęło się nagle lewe skrzydło 54 pułku piechoty pod Wyżniany. W tym krytycznym momencie, kiedy groziło otoczenie własnej piechoty przed Kurowicami, wyjechał porucznik Rosenberg Rudolf z własnej inicjatywy, wśród gwałtownego ognia piechoty nieprzyjacielskiej i nieprzyjacielskich karabinów maszynowych na otwartą pozycję koło koty 269 na jeden kilometr przed nieprzyjacielską linię tyralierską. Przez szybki i nader umiejętnie kierowany ogień baterii zdołał dzielny por. Rosenberg nie tylko zatrzymać nieprzyjacielską piechotę w jej ataku, ale zadając jej ciężkie straty zmusił do panicznej ucieczki. Przez ten czyn równający się samopoświęceniu por. Rosenberga przez jego dzielne i energiczne wystąpienie została sytuacja znów naprawioną, a nadto własna piechota mogła szybko i bez strat zająć Laszki Królewskie. Por. Rosenberg odznaczył się parokrotnie także wśród ostatnich walk jako dzielny i odważny oficer w każdym wypadku i otrzymał pisemną pochwałę dowódcy 6 Armii w rozkazie Dowództwa 6 Armii nr 5 z dnia 25 sierpnia 1920.

19 stycznia 1921 został formalnie przyjęty do Wojska Polskiego z byłej armii austro-węgierskiej, z zatwierdzeniem posiadanego stopnia porucznika artylerii, zaliczony do Rezerwy armii z równoczesnym powołaniem do służby czynnej, i przydzielony służbowo do Grupy Szkół Artylerii w Toruniu. W tym samym roku został przeniesiony do 16 Pułku Artylerii Polowej w Grudziądzu. 3 maja 1922 został zweryfikowany w stopniu kapitana ze starszeństwem z 1 czerwca 1919 i 188. lokatą w korpusie oficerów artylerii. W 1924 został przeniesiony do 21 Pułku Artylerii Polowej w Krakowie. W grudniu 1925 został przeniesiony do 9 Pułku Artylerii Polowej w Siedlcach na stanowisko pełniącego obowiązki kwatermistrza. 12 kwietnia 1927 został mianowany majorem ze starszeństwem z 1 stycznia 1927 i 9. lokatą w korpusie oficerów artylerii. Z dniem 30 kwietnia 1927, z powodu choroby, został przeniesiony w stan nieczynny, a z dniem 31 grudnia 1929 w stan spoczynku.
W 1924 ożenił się z Olgą (ur. 25 czerwca 1902 w Krakowie), córką pułkownika Korpusu Sprawiedliwości Antoniego Neussera, z którą miał syna Antoniego Rudolfa Juliusza (ur. 19 lutego 1928 w Warszawie) i córkę Olgę Teresę Marię (ur. 6 lipca 1931 w Poznaniu). 11 lipca 1930 przeniósł się z rodziną z Warszawy do Poznania, gdzie pracował jako kupiec, prowadząc własną hurtownię skór wyprawnych. W 1934, jako oficer stanu spoczynku pozostawał w ewidencji Powiatowej Komendy Uzupełnień Poznań Miasto. Posiadał przydział do Oficerskiej Kadry Okręgowej Nr VII. Był wówczas „przewidziany do użycia w czasie wojny”. W 1937 przeniósł się do Szczakowej.
Od 12 września 1939 pełnił służbę w Dowództwie Artylerii Grupy Obrony Lwowa na stanowisku II oficera sztabu.
Do 1948 razem z żoną pracował w Obozie Polskich Dzieci w Pahiatua w Nowej Zelandii. Był opiekunem i kierownikiem magazynów, a żona opiekunką i tłumaczką języka angielskiego. W obozie przebywała także córka. Po likwidacji obozu przeniósł się do Wellington, gdzie zmarł 15 października 1957 i został pochowany na cmentarzu Karori.

## Ordery i odznaczenia
- Krzyż Srebrny Orderu Wojskowego Virtuti Militari nr 871[38] – 22 lutego 1921[39][40]
- Medal Pamiątkowy za Wojnę 1918–1921[41]
- Medal Dziesięciolecia Odzyskanej Niepodległości[41]
- Odznaka za Rany i Kontuzje z jedną gwiazdką[42]

austriackie
- Krzyż Zasługi Wojskowej 3 klasy z dekoracją wojenną i mieczami,
- Srebrny Medal Zasługi Wojskowej z mieczami na wstążce Krzyża Zasługi Wojskowej dwukrotnie,
- Brązowy Medal Zasługi Wojskowej z mieczami na wstążce Krzyża Zasługi Wojskowej,
- Krzyż Wojskowy Karola[12].